# شهرک لیاری
شهرک لیاری (به انگلیسی: Lyari Town) یک منطقهٔ مسکونی در پاکستان است که در کراچی واقع شده‌است. شهرک لیاری ۶۲۷٬۱۹۵ نفر جمعیت دارد.